# Tom Noonan
Tom Noonan (Greenwich, 1951. április 12. –) amerikai színész, filmrendező és forgatókönyvíró.

## Élete és pályafutása
A Connecticut állambeli Greenwich-ben született. 
A filmvásznon gyakran alakít negatív szereplőket: fontosabb szereplései közé tartozik Francis Dollarhyde Az embervadász (1986), Frankenstein szörnye A szörnycsapat (1987), Cain a Robotzsaru 2. (1990), A hasfelmetsző Az utolsó akcióhős (1993) és Sammy Barnathan a Kis-nagy világ (2008) című filmekben. Feltűnt A hatalom hálójában (2009–2011), a Hell on Wheels (2011–2014) és a 12 majom (2015–2018) című televíziós sorozatokban.
Rendezőként és forgatókönyvíróként jegyzi az 1994-ben megjelent What Happened Was című filmdrámát, mely a Sundance Filmfesztiválon elnyerte a zsűri nagydíját.

## Filmográfia

### Film
| Év   | Magyar cím                         | Eredeti cím                     | Szerep                  | Magyar hang     |
| ---- | ---------------------------------- | ------------------------------- | ----------------------- | --------------- |
| 1980 |                                    | Willie & Phil                   | férfi a parkban         |                 |
| 1980 | Glória                             | Gloria                          | gengszter               |                 |
| 1980 | A mennyország kapuja               | Heaven's Gate                   | Jake                    |                 |
| 1981 | A farkas                           | Wolfen                          | Ferguson                |                 |
| 1983 | A szökés – Eddie Macon futása      | Eddie Macon's Run               | Daryl Potts             |                 |
| 1983 | Örökkön örökség                    | Easy Money                      | Paddy                   | Hanyecz Róbert  |
| 1984 | Legjobb védekezés                  | Best Defense                    | Frank Holtzman          | Csuja Imre      |
| 1985 | Magas barna férfi felemás cipőben  | The Man with One Red Shoe       | Reese                   | Beregi Péter    |
| 1986 | Trükkös halál                      | F/X                             | Varrick                 |                 |
| 1986 | Az embervadász                     | Manhunter                       | Francis Dollarhyde      | Versényi László |
| 1986 | Az embervadász                     | Manhunter                       | Francis Dollarhyde      | Tóth Sándor     |
| 1987 | A szörnycsapat                     | The Monster Squad               | Frankenstein szörnye    | Kránitz Lajos   |
| 1989 | Hívatlan szövetséges               | Collision Course                | Scully                  | Bognár Zsolt    |
| 1989 | Hívatlan szövetséges               | Collision Course                | Scully                  | Mertz Tibor     |
| 1989 |                                    | Mystery Train                   | férfi az étkezdében     |                 |
| 1990 | Robotzsaru 2.                      | RoboCop 2                       | Cain                    | Makrai Pál      |
| 1993 | Az utolsó akcióhős                 | Last Action Hero                | A hasfelmetsző / önmaga | Kautzky Armand  |
| 1994 |                                    | What Happened Was...            | Michael                 |                 |
| 1995 | Szemtől szemben                    | Heat                            | Kelso                   | Szeredás András |
| 1995 |                                    | The Wife                        | Jack                    |                 |
| 1998 | Zsaruszerencse                     | Phoenix                         | Chicago                 | Forgács Gábor   |
| 1999 | Az asztronauta                     | The Astronaut's Wife            | Jackson McLaren         | Zágoni Zsolt    |
| 1999 |                                    | Wang Dang (nem mutatták be)     | Mickey Hounsell         |                 |
| 1999 | Alkalom szüli a…                   | The Opportunists                | Mort Stein              |                 |
| 2000 |                                    | The Photographer                | Butler                  |                 |
| 2001 | Az ígéret megszállottja            | The Pledge                      | Gary Jackson            | Csuha Lajos     |
| 2001 | Keménykötésűek                     | Knockaround Guys                | Decker seriff           | Seress Zoltán   |
| 2002 | Mérges pókok                       | Eight Legged Freaks             | Joshua Taft (cameo)     | Kristóf Tibor   |
| 2003 |                                    | The Egoists                     | Bryon Bradley           |                 |
| 2003 |                                    | Madness and Genius              | Frank Donovan           |                 |
| 2004 | Égnek áll – Hair High              | Hair High                       | igazgató (hangja)       |                 |
| 2005 |                                    | The Roost                       | Horror Host             |                 |
| 2006 | Seraphim Falls – A múlt szökevénye | Seraphim Falls                  | Abraham                 | Csuha Lajos     |
| 2007 | Angyal a hóban                     | Snow Angels                     | Mr. Chervenick          | Forgács Gábor   |
| 2008 | Az ábécés gyilkos                  | The Alphabet Killer             | Ray Gullikson           | Barbinek Péter  |
| 2008 | Kis-nagy világ                     | Synecdoche, New York            | Sammy Barnathan         | Csuha Lajos     |
| 2009 | Az ördög háza                      | The House of the Devil          | Mr. Ulman               |                 |
| 2009 |                                    | Follow the Prophet              | John testvér            |                 |
| 2009 |                                    | The Rendezvous                  | nem szerepel            |                 |
| 2014 |                                    | Late Phases                     | Roger Smith atya        |                 |
| 2014 |                                    | The Shape of Something Squashed | Douglas Whymper         |                 |
| 2015 | Anomalisa                          | Anomalisa                       | mindenki más (hangja)   | Rajkai Zoltán   |
| 2017 |                                    | Wonderstruck                    | idősebb Walter          |                 |

Rövidfilmek
- Tom Goes to the Bar (1985) – Tom
- Golyó az agyban – Bullet in the Brain (2001)	– Anders
- They're Made Out of Meat (2005) – Duncan
- The Pilgrim & The Private Eye (2012) – Leche
- Skinhead Requiem (2012) – pap

### Televízió
| Év        | Magyar cím                               | Eredeti cím                                | Szerep                     | Megjegyzések                                       |
| --------- | ---------------------------------------- | ------------------------------------------ | -------------------------- | -------------------------------------------------- |
| 1980      |                                          | Rage!                                      | Bo                         | tévéfilm                                           |
| 1984      |                                          | Tales from the Darkside                    | Bill Lacey                 | 1 epizód                                           |
| 1989      |                                          | The Equalizer                              | Brandon Thorton            | 1 epizód                                           |
| 1991      |                                          | Red Wind                                   | nem szerepel               | - tévéfilm - forgatókönyvíró és producer           |
| 1991      | Tízmillió dollár a tét                   | The Ten Million Dollar Getaway             | Mr. Y                      | - tévéfilm - magyar hangja: - Beregi Péter         |
| 1991      |                                          | Monsters                                   | Howard Mitla               | - 1 epizód - rendező és forgatókönyvíró (2 epizód) |
| 1994      | Észak és Dél                             | Heaven and Hell: North and South, Book III | Will Fenway                | minisorozat (3 epizód)                             |
| 1996      | Akiválasztott – Az amerikai látnok       | Early Edition                              | Frank Price                | 1 epizód                                           |
| 1996      | X-akták                                  | The X-Files                                | John Lee Roche             | 1 epizód (Papírszívecskék)                         |
| 2000      |                                          | The Beat                                   | Howard Schmidt             | 13 epizód                                          |
| 2002      | CSI: A helyszínelők                      | CSI: Crime Scene Investigation             | Zephyr                     | 1 epizód                                           |
| 2003      | Esküdt ellenségek: Bűnös szándék         | Law & Order: Criminal Intent               | Malcolm Bryce              | 1 epizód                                           |
| 2004      |                                          | The Jury                                   | Marty McMahon              | 1 epizód                                           |
| 2005      |                                          | Jonny Zero                                 | Chucky                     | 1 epizód                                           |
| 2007      | Váltságdíj                               | Kidnapped                                  | Gibson                     | 1 epizód                                           |
| 2008      | Esküdt ellenségek: Különleges ügyosztály | Law & Order: Special Victims Unit          | Jake Berlin                | 1 epizód                                           |
| 2009–2011 | A hatalom hálójában                      | Damages                                    | Victor Huntley nyomozó     | 17 epizód                                          |
| 2010      |                                          | Louie                                      | Dr. Haveford               | 1 epizód                                           |
| 2011      | A Köpeny                                 | The Cape                                   | Preston Holloway           | 2 epizód                                           |
| 2011      |                                          | Bar Karma                                  | Caleb                      | 1 epizód                                           |
| 2011–2014 | Hell on Wheels – Pokoli vadnyugat        | Hell on Wheels                             | Nathaniel Cole tiszteletes | - 17 epizód - magyar hangja: - Fehér Péter         |
| 2013–2014 | Feketelista                              | The Blacklist                              | Az elgőzösítő              | 2 epizód                                           |
| 2014      |                                          | How and Why                                | férfi fekete parkában      | próbaepizód                                        |
| 2014      | A hátrahagyottak                         | The Leftovers                              | Casper                     | 1 epizód                                           |
| 2015–2018 | 12 majom                                 | 12 Monkeys                                 | Pallid Man                 | 18 epizód                                          |
| 2016      |                                          | Horace and Pete                            | Tom                        | 3 epizód                                           |
| 2016      | Préda                                    | Quarry                                     | Oldcastle                  | 3 epizód                                           |
| 2017      | A 404-es dimenzió                        | Dimension 404                              | Bob (hangja)               | 1 epizód                                           |
| 2018      | Állatok                                  | Animals.                                   | Phil apja (hangja)         | 1 epizód                                           |

## Fordítás
- Ez a szócikk részben vagy egészben  a   Tom Noonan című angol Wikipédia-szócikk ezen változatának fordításán alapul.  Az eredeti cikk szerkesztőit annak laptörténete sorolja fel. Ez a jelzés csupán a megfogalmazás eredetét és a szerzői jogokat jelzi, nem szolgál a cikkben szereplő információk forrásmegjelöléseként.